# Egipi
Egipi (en grec antic Αἰγυπιός) va ser segons la mitologia grega un fill d'Anteu i Bulis.
La seva llegenda la transmet Antoní Liberal, i diu que Egipi tenia com a amant una vídua anomenada Timandra. Neofró, el germà (o potser el fill) de Timandra no veia bé aquesta relació, i va seduir Bulis. Després va fer de manera que Bulis s'allités amb el seu fill, creient tots dos que estaven amb els seus amants. Egipi s'adormí, i quan la seva mare Bulis va veure el crim que acabava de cometre, va voler arrencar-li els ulls. El fill es va despertar i va demanar ajuda als déus. Zeus se'n va compadir i va transformar tota la família en ocells. A Egipi el transformà en voltor negre, a Neofró en aufrany, a Bulis en un cabussó, un ocell que segons es creia només s'alimentava d'ulls de peix, de serps o d'altres ocells, i Timandra va ser convertida en mallerenga. Es deia que des d'aquell moment mai s'han tornat a veure junts aquests ocells.